# 岡安辰雄
岡安 辰雄（おかやす たつお、本名：伊藤 辰雄、1934年5月19日 - 2014年5月31日）は、愛知県出身の演劇評論家、元新聞記者 。名古屋タイムズ社を経て、中日新聞社に勤務した。

## 来歴
愛知県西尾市生まれ。1953年愛知県立西尾高等学校卒業、1957年愛知大学法経学部経済学科卒業。同年名古屋タイムズ社入社、報道部長、文化部長、編集局次長を務めたのち、中日新聞社に転職し、2010年放送芸能部退社。新聞記者として「芸能」のほかに「釣り」「囲碁」などの取材執筆も担当した。
2010年からは演劇評論家、フリーランス記者として活動した。御園座・名鉄ホール・中日劇場の興業を軸に半世紀以上、主たる興業の稽古取材・プログラム執筆を手掛けた。歌舞伎・芝居・舞踊などを一般の観劇者に判りやすい解説文を書き、ユーモア溢れる人柄で役者・舞台関係者と交流した。中京五流舞踊公演のほか名古屋西川流名古屋をどりは評論当初から携わった。
ファクシミリが一般普及以前の時代、雑誌「演劇界」への原稿送付は取材・観劇後すぐに名古屋中央郵便局に出向き、立って執筆を行い速達投函が常だった。記者となって最初の取材は丹下キヨ子。
日本伝統芸能・芝居などの舞台演劇評論家として、東海地方を中心に演劇・舞台芸術評論を行い、舞台芸術の育成に貢献した。

## 所属歴
- 日本演劇協会評論部[2]
- CBCクラブ名誉会員
- 2010年あいちトリエンナーレ 公募選考委員[3]
- 名古屋演劇ペンクラブ理事
- 中京通信
- むすめ歌舞伎顧問
- 日本舞踊芝流芝之会顧問

## 受賞歴
- 2001年 NPO世界劇場会議 名古屋　第6回ITCN文化賞受賞[4]
- 2011年 第52回CBCクラブ文化賞受賞 [5]
- 2012年 愛知大学優秀奨励賞受賞[6]